# 八千代綠丘站
八千代綠丘站（日语：／ Yachiyo-midorigaoka eki */?）是一個位於千葉縣八千代市綠丘一丁目，屬於東葉高速鐵道東葉高速線的鐵路車站。車站編號是TR06。購物中心、電影院等商業設施都位於近邊。

## 歷史
- 1996年（平成8年）4月27日 - 開業[1]。

## 車站結構
2面4線的島式月台的高架車站。站舍設有3層建築物，閘口位於2樓部分，3樓高架部分設有月台。出口位於1樓與2樓。站舍的1樓、2樓部分有飲食店與書店等的店舗租用。月台部分有玻璃幕牆覆蓋，屋頂多用曲線構造。
閘口只設1個。

### 月台配置
| 月台 | 路線       | 方向 | 目的地                       | 備註                           |
| ---- | ---------- | ---- | ---------------------------- | ------------------------------ |
| 1、2 | 東葉高速線 | 下行 | 八千代中央、東葉勝田台方向   | 2、3號月台主要為始發、回送使用 |
| 3、4 | 東葉高速線 | 上行 | 船橋日大前、西船橋、中野方向 | 2、3號月台主要為始發、回送使用 |

## 使用情況
- 2014年度的一日平均上車人次為17,441人[3]。

## 相鄰車站
東葉高速鐵道
 東葉高速線（東葉高速線內所有列車各站停車）
船橋日大前（TR05）－八千代綠丘（TR06）－八千代中央（TR07）

### 來源
1. 1 2  . 千葉日報 (千葉日報社). 1996-04-28: 13.
2. 1 2  . www.toyokosoku.co.jp.   [2020-03-15]. （原始内容存档于2020-10-30）.
3. ↑  千葉県統計年鑑（運輸・通信） 民鉄等駅別1日平均運輸状況

## 外部連結
- 八千代綠丘站（页面存档备份，存于） - 東葉高速鐵道